# Blastodacna
Blastodacna ist eine Gattung von Schmetterlingen aus der Familie der Grasminiermotten (Elachistidae).

## Merkmale
Der Kopf der Falter ist nahtlos beschuppt. Die Fühler sind 4/5 so lang wie die Vorderflügel oder nur geringfügig kürzer als die Vorderflügel. Die Labialpalpen sind gestreckt. Das dritte Segment ist nach oben gebogen, das zweite Segment ist auf der unteren Seite durch große abstehende Schuppen deutlich verdickt. Die Vorderflügel sind lanzettlich und haben zwei große Büschel abstehender Schuppen. Die Hinterflügel sind nur halb so breit wie die Vorderflügel. Sie sind schmal lanzettlich und laufen spitz zu.
Bei den Männchen ist der Uncus sehr klein und höckrig. Der Gnathos mit paarigen Armen ist sehr kurz und erreicht nur etwa die halbe Länge des Tegumens. Die Arme enden in einem beulenförmigen Anhängsel, welches mit Stachelreihen besetzt ist. Das Tegumen ist groß und lang und verjüngt sich distal. Die Valven sind lang und schmal, in der distalen Hälfte breiter und reichen über das Tegumen hinaus. Die Annellus-Lappen sind groß und sklerotisiert und etwas kürzer als das Tegumen. Das Vinculum ist ziemlich breit und hat einen kurzen dreieckigen Saccus. Der Aedeagus ist lang und kräftig und in der Mitte leicht gekrümmt. Die Vesica ist mit Stachelreihen versehen.
Bei den Weibchen sind die Apophysen ungefähr gleich lang und an der Spitze geweitet. Das Ostium ist von einer sklerotisierten Genitalplatte umschlossen, die lateral dreieckige, konische oder bandförmige Ausstülpungen hat. Das Antrum ist mäßig breit und lang und mehr oder weniger sklerotisiert. Es folgt ein birnenförmiger, runzliger Abschnitt mit der Öffnung des Ductus seminalis. Das Corpus bursae ist oval oder eiförmig, auf ihm befindet sich entweder ein einzelnes Signum in Form einer unscharf umrandeten Einstülpung oder das Signum fehlt.

## Verbreitung
Die Vertreter der Gattung Blastodacna  sind in der Holarktis beheimatet. Die meisten Arten findet man in der Paläarktis.

## Biologie
Die Raupen leben in Zweigen, Pflanzengallen und den Beeren verholzter Rosengewächse (Rosaceae). Einige Arten sind Pflanzenschädlinge an Obstbäumen.

## Systematik
In Europa ist die Gattung mit vier Arten vertreten. In Transkaukasien, Kleinasien und dem Nahen Osten kommen zwei Arten hinzu. Die Typusart der Gattung ist Alucita hellerella.
- Gattung Blastodacna Wocke, 1876
  - Blastodacna atra (Haworth, 1828)
  - Blastodacna hellerella (Duponchel, 1838)
  - Blastodacna rossica Sinev, 1989
  - Blastodacna vinolentella (Herrich-Schäffer, 1854)
  - Blastodacna georgiella Sinev, 1988
  - Blastodacna libanotica Diakonoff, 1939

Aus der Literatur sind folgende Synonyme bekannt:
- Sintinea Yang, 1977

Man kann die Gattung Blastodacna  in zwei homogene Artengruppen teilen. Zur ersten Gruppen gehören B. atra, B. hellerella und B. rossica. Sie ist durch die kontrastreichere Zeichnung auf den langen schmalen Vorderflügeln, die langen, zurückgebogenen Arme des Gnathos mit kleinen beulenförmigen Anhängseln bei den Genitalien der Männchen und die große, das Ostium umschließende Genitalplatte bei den Genitalien der Weibchen gekennzeichnet. Die zweite Gruppe beinhaltet die Arten B. vinolentella und B. georgiella. In dieser Gruppe sind die Vorderflügel kürzer und breiter und homogener gefärbt. Bei den Genitalien der Männchen sind die Arme des Gnathos sehr kurz, sie haben große beulenförmige Anhänge. Bei den Weibchen ist die Genitalplatte sattelförmig reduziert. Die beiden Artengruppen kann man vermutlich als Untergattungen betrachten.